# Vaixell de vela
|  | No s'ha de confondre amb veler (professió). |

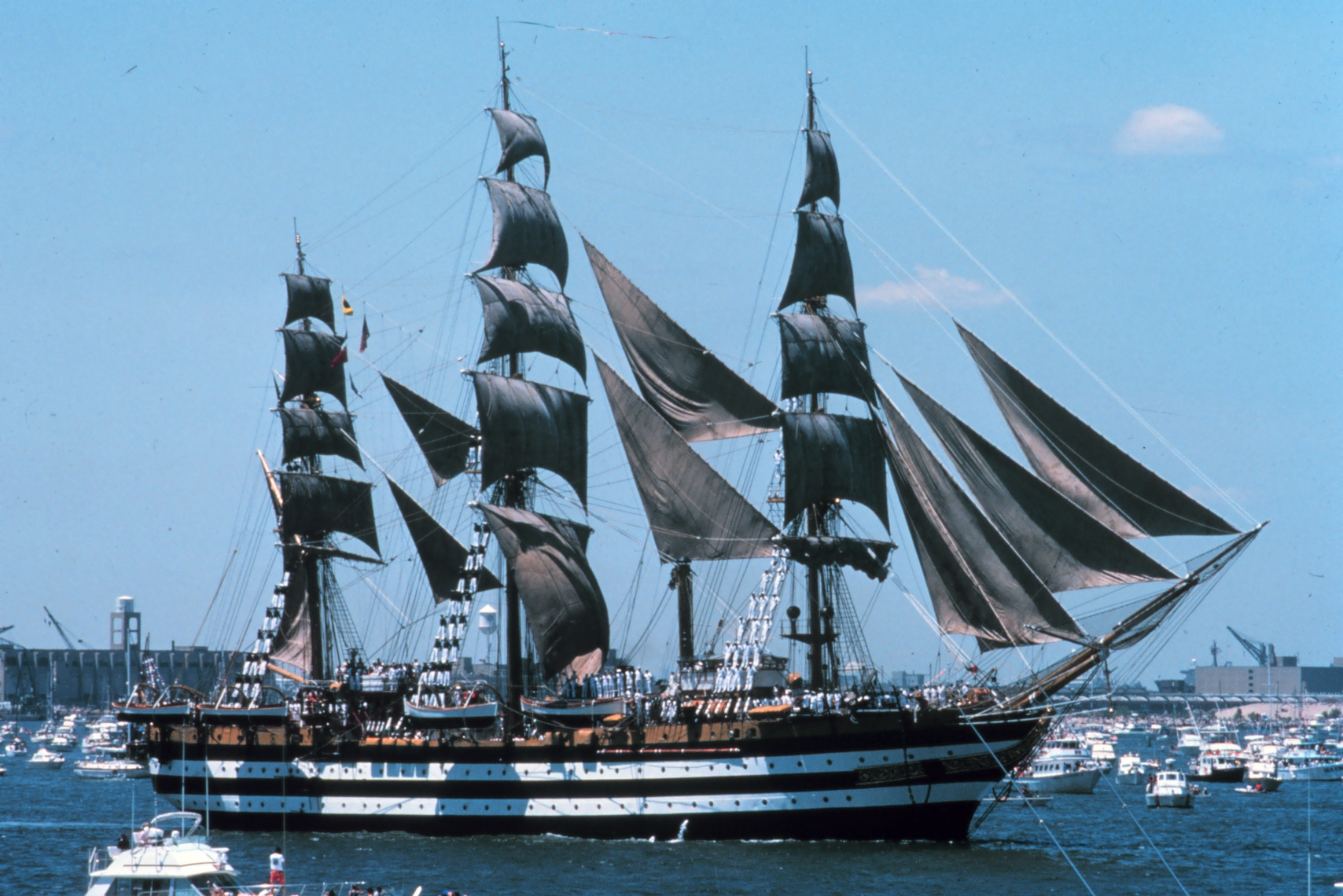
Veler Amerigo Vespucci, aparellat de fragata

Un vaixell de vela o veler és una embarcació, que utilitza veles muntades sobre arbres per aprofitar la força del vent i impulsar el vaixell, en el que es defineix com navegació marítima . Hi ha una varietat de plans de vela que propulsen els vaixells de vela, emprant veles d'aparell quadrat o aparell proa-popa. Alguns vaixells porten veles quadres o cangrees a cada arbre, com els bergantins, i es diu que tenen aparells complets quan hi ha tres o més pals. N'hi ha que utilitzen una combinació de veles quadres i aparell proa-popa, com alguns  bergantins

## Components d'un veler
Elements genèrics:

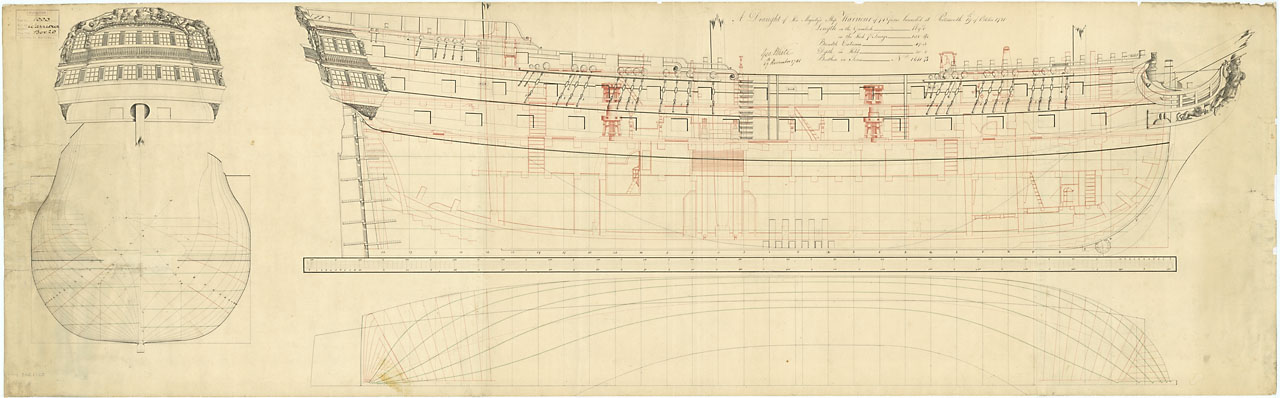
Línies del buc, longitudinals i en secció transversal d'un plànol de 1781

- El buc és el cos del vaixell. Permet que el veler suri i suporta l'aparell. És la part on s'allotgen els passatgers i la càrrega. Hi ha vaixells monobuc i multibuc (de dos bucs, de tres bucs...). També hi ha vaixells monobuc amb balancins (les piragües polinèsies, per exemple). El buc pot ser construït amb materials diferents (fusta, planxa d'acer, alumini, formigó, resines sintètiques reforçades amb fibres, materials compostos, "sandvitx"...). La forma del buc és important (els bucs afinats o afuats permeten velocitats més grans; els bucs més plens tenen més capacitat de càrrega). L'obra viva o carena convé que tingui una superfície lateral que s'oposi a l'abatiment (i que, per tant, permeti una bona cenyida). En velers moderns la quilla és un apèndix que sobresurt del buc. En vela lleugera els velers acostumen a tenir una orsa mòbil que actua com la quilla. Els bucs de fusta de construcció tradicional tenen:
  - quilla
  - sobrequilla o paramitjal
  - quadernes
  - varengues
  - roda
  - codast o roda de popa
  - baus

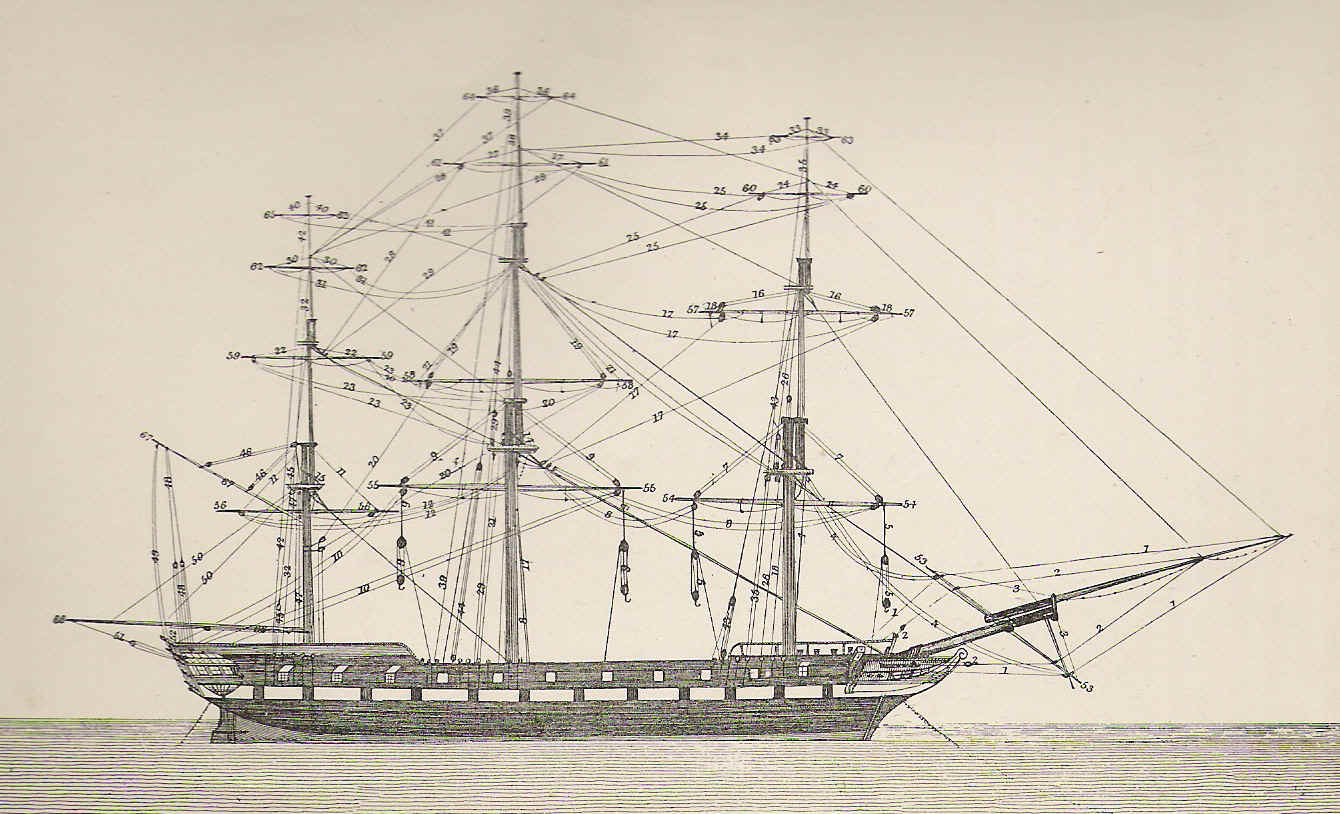
Esquema de l'aparell d'un vaixell d'aparell quadrat.

- L'aparell està format pels arbres o pals, l'eixàrcia fixa que els subjecta, les veles que propulsen el vaixell i l'eixàrcia móbil que permet governar les veles. Hi ha velers amb un sol arbre (d'entre 4 i 10 metres d'alt en vela lleugera; en algun iot gran arriba als 90 metres). Hi ha velers amb 2,3,4, 5, 6 i 7 pals. Augmentant el nombre de pals, els velers de gran portada poden navegar amb veles més petites i manejables. Els aparells poden ser rodons (amb veles quadres) o amb veles de tall. Els arbres dels aparells rodons tenen vergues disposades horitzontalment, penjades al pal pel mig de cada verga.
- El timó és la peça que permet governar el vaixell i escollir el rumb desitjat.Hi ha velers que no necessiten timó. Es governen per desplaçament de pes i caçant o amollant la vela (Patí de vela, planxa de surf a vela). Els vaixells de dos o més pals poden navegar sense timó en cas de necessitat, governant amb les veles.
- Elements auxiliars són l'àncora, la brúixola o compàs, el reflector de radar, el radar, el sonar, el GPS, el rai de salvament i l'extintor.

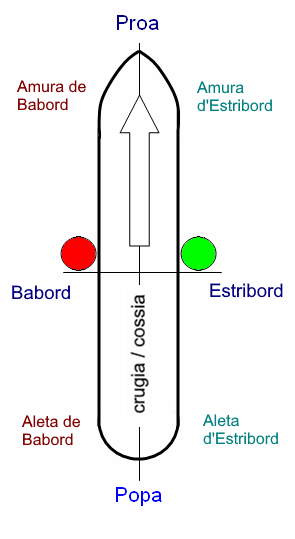
Direccions del vaixell. Les dimensions d'un veler s'anomenen: Eslora o llargada, mànega o oberta, puntal i desplaçament.

## Zones definides
- Proa
- Popa
- Estribord
- Babord
- Amura
- Aleta
- Coberta de vaixell
- Banyera (nàutica)

## Tipus de vaixells de vela
- Pollacra: Nau de dos arbres de dues peces, tots encreuats.
- Goleta: Nau, la forma clàssica de la qual té dos arbres de dues peces i va aparellada principalment amb veles de tall.
- pailebot: Goleta els arbres de la qual tenen tots la mateixa alçària i només va aparellada amb veles de tall.
- bergantí: Nau de dos arbres de tres peces, tots encreuats.
- bergantí pollacra: Nau de dos arbres encreuats, el de davant, que és de tres peces, i el de darrere, que és de dues peces.
- bergantí goleta: Nau de dos arbres, el de davant, que és de tres peces i encreuat, i el de darrere, que és de dues peces i com de pailebot.
- bergantí-goleta de tres arbres: Nau de tres arbres, el de davant, que és de tres peces i encreuat, i el del mig (pal mestre o major) i el de darrere (pal de mitjana), que són de dues peces i com de pailebot.
- bricbarca: Nau de tres o més arbres de tres peces i encreuats, excepte el de darrere, que és de dues peces i com d'un pailebot. També anomenada corbeta.
- Fragata: Nau de tres arbres de tres o més peces, tots creuats.
- xabec: Nau de vela llatina, amb tres arbres, usada a la Mediterrània per al tràfic de cabotatge.
- caravel·la: Nau del segle xv, d'una sola coberta, tres arbres i veles llatines o rodones.
- carraca: Nau gran dels segles XV i XVI.
- clíper: Veler ràpid de tall fi i gran superfície vèlica concebut en el segle xix.
- galera: Antic vaixell de guerra de rems i veles auxiliars.
- galió: Vaixell de càrrega o de guerra, gran, alterós, sense rems, amb tres o quatre arbres de veles generalment quadres.
- coca: Embarcació medieval.

## Noms dels pals o arbres
- Bauprès: Arbre molt inclinat que surt de proa.
- Botaló
- Trinquet: Arbre de proa d'un xabec, d'una fragata, d'una bricbarca, d'un bergantí, d'una goleta, etc., però no d'una barca de mitjana, ni d'un iot.
- Major o mestre: el pal principal d'una nau.
- Arbre de mitjana o de messana: el de popa d'una nau que en té dos i el de més a popa d'una que en té tres.
- Artimó: Arbre d'una nau on s'hissa la vela homònima.
- Botavara: perxa horitzontal on s'enverga el pujament d'un artimó o d'una vela bermudiana.

## Noms dels mastelers
- pal o arbre mascle: el primer tros d'un arbre, que toca a la carena de la nau.
- masteler de gàbia: el que ve a continuació del pal mascle.
- masteler de goneta: el que ve a continuació del de gàbia.
- masteler de sobregoneta: el que ve a continuació del de goneta.
- espiga de sobregoneta
- espiga de gratanúvols.
- botaló: Masteler del bauprès.

## Veles
Els angles de la vela reben el nom de punys. Hi ha dues classes de veles:
- rodones: Van muntades a les vergues i tenen quatre costats.
- de tall: Van muntades en el pla longitudinal i van envergades en els pals, pics, nervis i estais.

## Veles rodones
Els costats s'anomenen:
- Gràtil, el de dalt, que va a la verga.
- Caient, el dos laterals. S'identifiquen com a caient de sobrevent i caient de sotavent (amb el vaixell navegant).
- Gràtil d'escota, el de baix.

i els punys:
- Puny d'empunyadura, els dos de dalt, entre el gràtil i els caients.
- Puny d'escota, els dos de baix, entre els caients i el gràtil d'escota.

## Veles de tall
N'hi ha de tres i de quatre costats
En les de tres, els costats s'anomenen:
- Gràtil o caiguda de proa: el de proa.
- Baluma o caiguda de popa: el de popa, que va al pal.
- Pujament: el de baix.

i els punys:
- Puny de pena: el de dalt, entre les dues caigudes.
- Puny d'amura: el de proa, entre el gràtil i el pujament.
- Puny d'escota: el de popa, entre la baluma i el pujament.

En les de quatre costats, aquests s'anomenen:
- Gràtil alt: el de dalt
- Gràtil: el de proa, que és el que va al pal.
- Baluma o caiguda de popa, el de popa.
- Pujament o batedor, el de baix, que s'enverga normalment en una botavara.

i els punys:
- Puny de boca: el de dalt a proa, entre els dos gràtils.
- Puny de pena: el de dalt a popa, entre el gratil alt i la baluma
- Puny d'amura: el de baix a proa, entre el gratil i el pujament.
- Puny d'escota: el de baix a popa, entre la baluma i el pujament.

## Noms de les veles
- floc: Qualsevol vela triangular hissada a proa del trinquet, especialment la vela que en una fragata s'amura al pont intermedi entre el cim del botaló i el tamboret del bauprès.
- petifloc: Vela triangular més petita que el floc.
- major: La vela principal d'un vaixell.
- trinquet: La vela que s'enverga en aquest pal.
- mitjana: La vela triangular que s'hissa en aquest arbre.
- gàbia: La vela col·locada en aquest masteler.
- goneta
- sobregoneta
- cangrea o aurica: Vela de tall de format trapezoïdal, que s'enverga al pic, al pal i a la botavara, usada en algunes embarcacions esportives com a vela major.
- artimó: Vela de tall de l'arbre de mitjana d'una fragata o de l'arbre mestre d'un bergantí. Vela llatina de certs bastiments més antics.
- escandalosa: Vela de tall, triangular, dels mastelers d'un pailebot, del masteler de l'arbre de mitjana d'una bricbarca, etc.
- bermudiana: Vela de tall correntíssima que ha substituït el conjunt que formaven artimó i escandalosa.
- perroquet o pericó